# Стефано Бенсі
Стефано Бенсі (люксемб. Stefano Bensi, нар. 11 серпня 1988, Люксембург) — люксембурзький футболіст, півзахисник, нападник клубу «Фола» і національної збірної Люксембургу.

## Клубна кар'єра
У дорослому футболі дебютував 2005 року виступами за команду клубу «Рюмеланж», в якій провів три сезони, взявши участь у 20 матчах чемпіонату. У складі «Рюмеланж» був одним з головних бомбардирів команди, маючи середню результативність на рівні 0,55 голу за гру першості.
Протягом 2008—2009 років грав у Бельгії, де захищав кольори «Дейнзе».
Своєю грою за останню команду привернув увагу представників тренерського штабу клубу «Ф91 Дюделанж», до складу якого приєднався 2009 року. Відіграв за клуб з Дюделанжа наступні три сезони своєї ігрової кар'єри. В новому клубі був серед найкращих голеодорів, відзначаючись забитим голом в середньому майже у кожній другій грі чемпіонату.
До складу клубу «Фола» приєднався 2012 року. Станом на 18 листопада 2018 року відіграв за ешський клуб понад 100 матчів у національному чемпіонаті.

## Виступи за збірні
2005 року дебютував у складі юнацької збірної Люксембургу, взяв участь у 4 іграх на юнацькому рівні.
Протягом 2006–2008 років залучався до складу молодіжної збірної Люксембургу. На молодіжному рівні зіграв у 8 офіційних матчах.
2008 року дебютував в офіційних матчах у складі національної збірної Люксембургу.

## Титули і досягнення
- Чемпіон Люксембургу (5):

«Ф91 Дюделанж»: 2010-11, 2011-12
«Фола»: 2012-13, 2014-15, 2020-21
- Володар Кубка Люксембургу (1):

«Ф91 Дюделанж»: 2011-12